# Castelfranco Piandiscò
Castelfranco Piandiscò ist eine italienische Gemeinde mit 9767 Einwohnern (Stand 31. Dezember 2023) in der Provinz Arezzo in der Region Toskana und ist Mitglied der Vereinigung I borghi più belli d’Italia (Die schönsten Orte Italiens).

## Geografie

Lage von Castelfranco Piandiscò in der Provinz Arezzo

Der Ort liegt etwa 30 km nordwestlich der Provinzhauptstadt Arezzo und rund 30 km südöstlich der Regionalhauptstadt Florenz. Die Gemeinde liegt in der Landschaft des Valdarno (oberes Arnotal). Wichtigster Fluss im Gemeindegebiet ist der 12 km lange Torrente Faella.
Zu den wichtigsten Ortsteilen gehören Castelfranco di Sopra, Faella und Pian di Scò.
Die Nachbargemeinden sind Castel San Niccolò, Figline e Incisa Valdarno (FI), Loro Ciuffenna, Reggello (FI), San Giovanni Valdarno und Terranuova Bracciolini.

## Geschichte
Die Gemeinde entstand am 1. Januar 2014 durch die Zusammenlegung der vorher selbständigen Gemeinden Castelfranco di Sopra und Pian di Scò. In dem Referendum vom 21. und 22. April 2013 stimmten in Castelfranco di Sopra 61,02 % (60,70 % Wahlbeteiligung) für den Zusammenschluss, in Pian di Scò 52,66 % (34,02 % Wahlbeteiligung). Das Gesetz zur Fusion der beiden Gemeinden ist das Legge Regionale n.32 vom 18. Juni 2013. Das Rathaus befindet sich in Castelfranco di Sopra.

## Gemeindepartnerschaften
Castelfranco Piandiscò unterhält Gemeindepartnerschaften mit:
- L’Horme, Kanton Saint-Chamond, Frankreich, seit 1993
- Saint-Saturnin-lès-Apt, Kanton Apt, Frankreich, seit 1993
- Caldes d’Estrac, Katalonien, Spanien, seit 2003

## Söhne und Töchter der Gemeinde
- Gastone Simoni (* 1937 in Castelfranco di Sopra; † 2022), Bischof
- Franco Chioccioli (* 1959 in Castelfranco di Sopra), Radrennfahrer